# Промбијала (Пистоја)
Промбијала је насеље у Италији у округу Пистоја, региону Тоскана.
Према процени из 2011. у насељу је живело 68 становника. Насеље се налази на надморској висини од 355 м.